# Елвира
Елвира (мађ. Elvira), је женско име које се користи у мађарском језику, води порекло из шпанског језика и има значење: бела, чиста. Оригинално је било мишљење да је име арапског порекла Елмира, док је друга теорија заступала готско порекло где то име има значење пажња и оној коме се може веровати.

## Имендани
- 10. фебруар.
- 6. март.
- 9. март.

## Варијације имена у језицима
-,
-.

## Познате личности
- Елвира Лукс (мађ. Lux Elvira), психолог